# Margaret Fell
Margaret Fell o Margaret Fox (1614 – 23 de abril de 1702) fue una de las fundadoras de la Sociedad Religiosa de los Amigos. Conocida popularmente como la «madre del cuaquerismo», y considerada como una de las principales misioneras y predicadoras de la Sociedad de los Amigos. Fue una de las primeras patrocinadoras de George Fox y del movimiento de los Amigos. Fell realizaba en su casa, Swarthmoor Sala, las reuniones de los cuáqueros. Más tarde se casaría con el mismo Fox.

## Biografía
Margaret nació en el seno de una familia asentada en la parroquia de Kirkby Ireleth, Lancashire . Contrajo matrimonio con Thomas Fell, en 1632, y se convirtió en la señora de la mansión llamada Swarthmoor Hall. En 1641, Thomas fue escogido como Juez de paz para la ciudad de Lancashire, y en 1645 como miembro del Parlamento largo. Thomas dejó de ser miembro entre 1647-1649, en desaprobación por el cargo superior de autoridad conseguido por Oliver Cromwell.

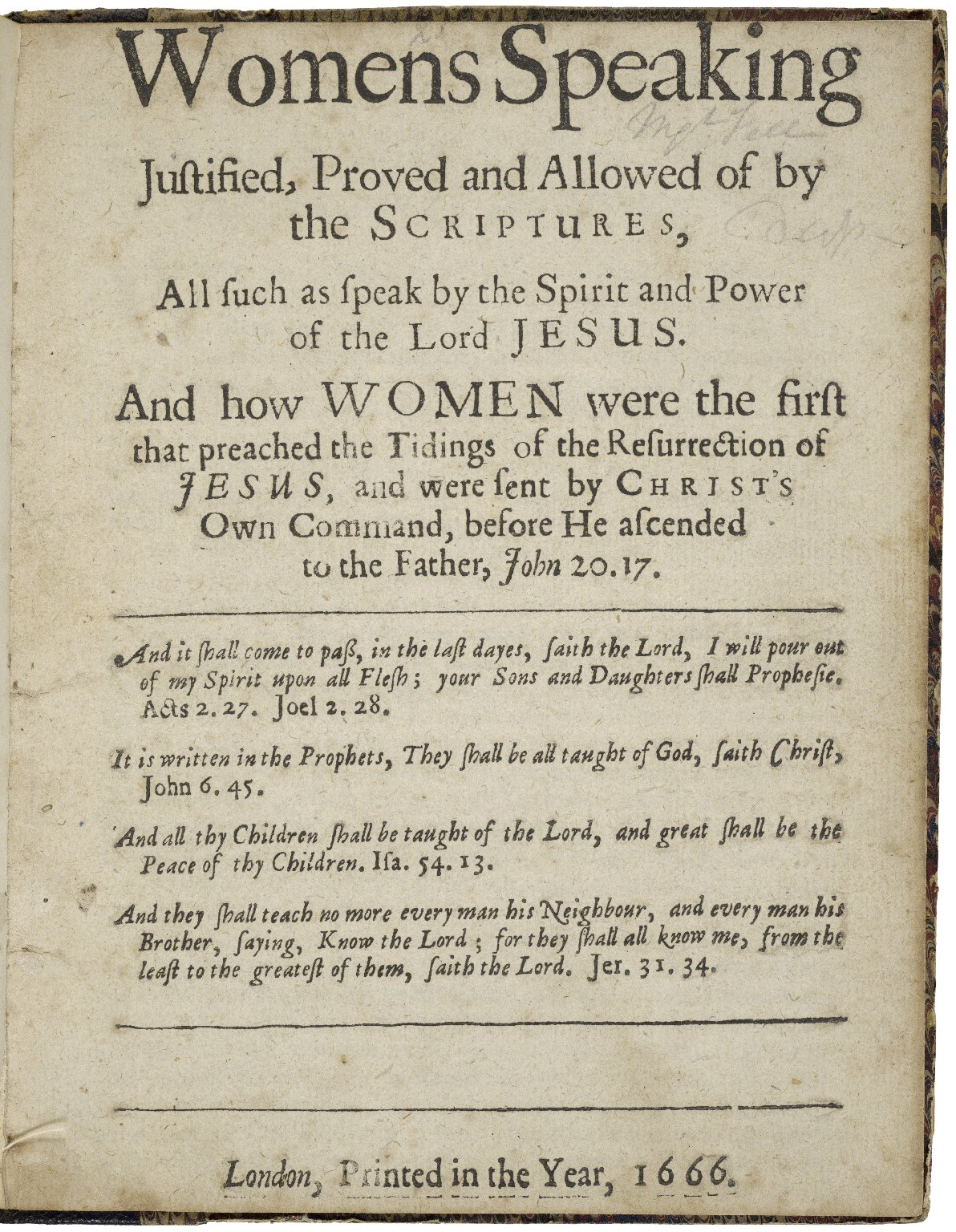
La página del título de una edición del año 1666 de Fell's Womens Speaking Justified, donde se defiende la capacidad para predicar de una mujer.

A finales de junio de 1652, George Fox visitó Swarthmoor Hall. Margaret Fell más tarde escribió que «nos abrió un libro que nunca habíamos leído, ni de hecho nunca oímos que fuera nuestro deber leerlo la Light of Christ (Luz de Cristo).» Un día o dos más tarde realizó una conferencia en la iglesia parroquial, donde se había invitado a Fox a que acudiera con ellos; después del canto religioso hizo una predicación. Durante las semanas próximas ella y muchos de su casa fueron convencidos por sus creencias. En los siguientes seis años, Swarthmoor Hall se convirtió en un centro de la actividad cuáquera; servía como un secretariado oficioso para el nuevo movimiento, recibiendo y enviando cartas de misioneros ambulantes y, ocasionalmente, teniendo lugar predicaciones de Fox, Richard Hubberthorne, James Naylor, y otros. Fell escribió muchas epístolas y donó fondos para las misiones. Tras la muerte de su marido en 1658, siguió siendo señora de Swarthmoor Hall; la casa quedó como sitio de reunión, aunque en 1660 fue allanada por las fuerzas del gobierno.

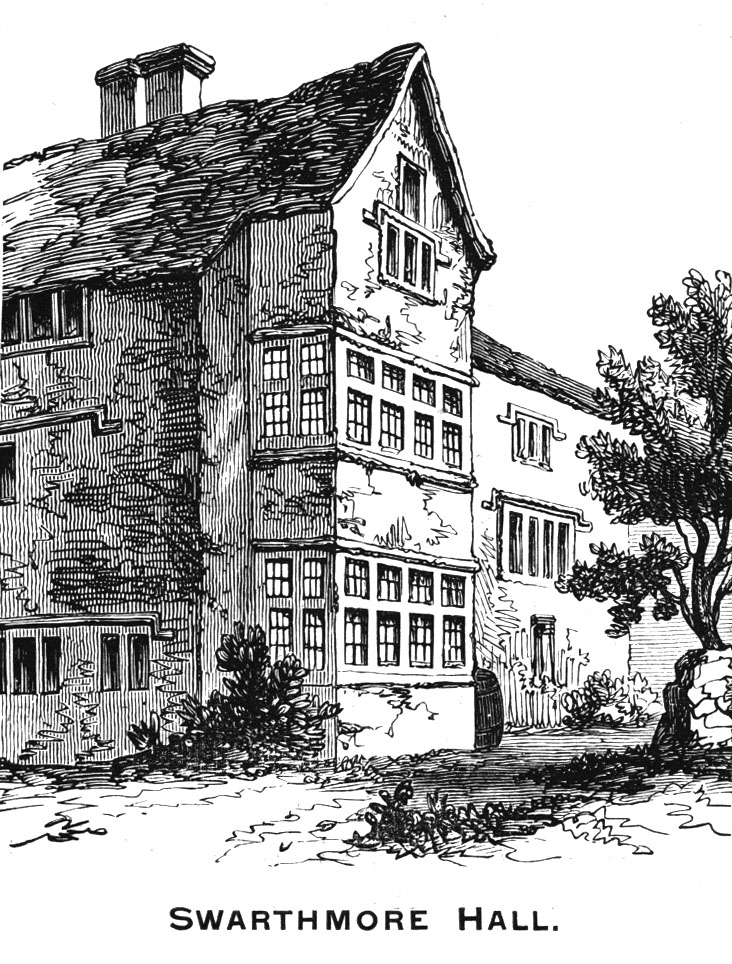

Por ser una de los pocos miembros fundadores de la Sociedad Religiosa de Amigos perteneciente a la alta sociedad, Margaret Fell era frecuentemente llamada para interceder en casos de persecución o arresto de dirigentes como Fox. Después de la Restauración inglesa, realizó un viaje de Lancashire a Londres a petición del rey Carlos II y su parlamento en 1660 y de nuevo en 1662 para hablar sobre la libertad de conciencia en asuntos religiosos. 
En 1664 Margaret Fell estuvo arrestada por faltar a un juramento y permitir reuniones de cuáqueros en su casa. Se defendió diciendo que «siempre y cuando el Señor la bendijera con un hogar, ella lo adoraría en él».  Pasó seis meses en Lancaster Gaol, después fue condenada a cadena perpetua y a la confiscación de sus bienes. Permaneció en prisión hasta 1668, durante este tiempo escribió epístolas y panfletos religiosos y quizás también la mayor parte de su trabajo más famoso Women's Speaking Justified, que justificaba el ministerio de las mujeres, y uno de los textos más importantes para el liderazgo religioso de las mujeres en el siglo XVII. En este escrito, Fell sentó las bases de su argumento a favor de la igualdad de los sexos en una de las premisas básicas de cuáqueros, la igualdad espiritual. Su creencia era que Dios creó a todos los seres humanos, por lo tanto, ambos, hombres y mujeres, eran capaces de no solo poseer la «Luz Interior», sino también la capacidad de ser un profeta.
Después de haber sido liberada por orden del rey y siguiendo su consejo, se casó con George Fox en 1669. Al volver a Lancashire después de su matrimonio, fue encarcelada de nuevo alrededor de un año en Lancaster por violar la Conventicle Act de 1664. Poco después de su liberación, George Fox partió en una misión religiosa a América, y también fue encarcelado a su regreso en 1673.  Margaret de nuevo viajó a Londres para interceder en su favor, y finalmente fue liberado en 1675. Después de esto pasaron alrededor de un año juntos en Swarthmoor, colaborando en la defensa de una nueva organización de reuniones de mujeres para tener una visión común contra los oponentes de Fox.

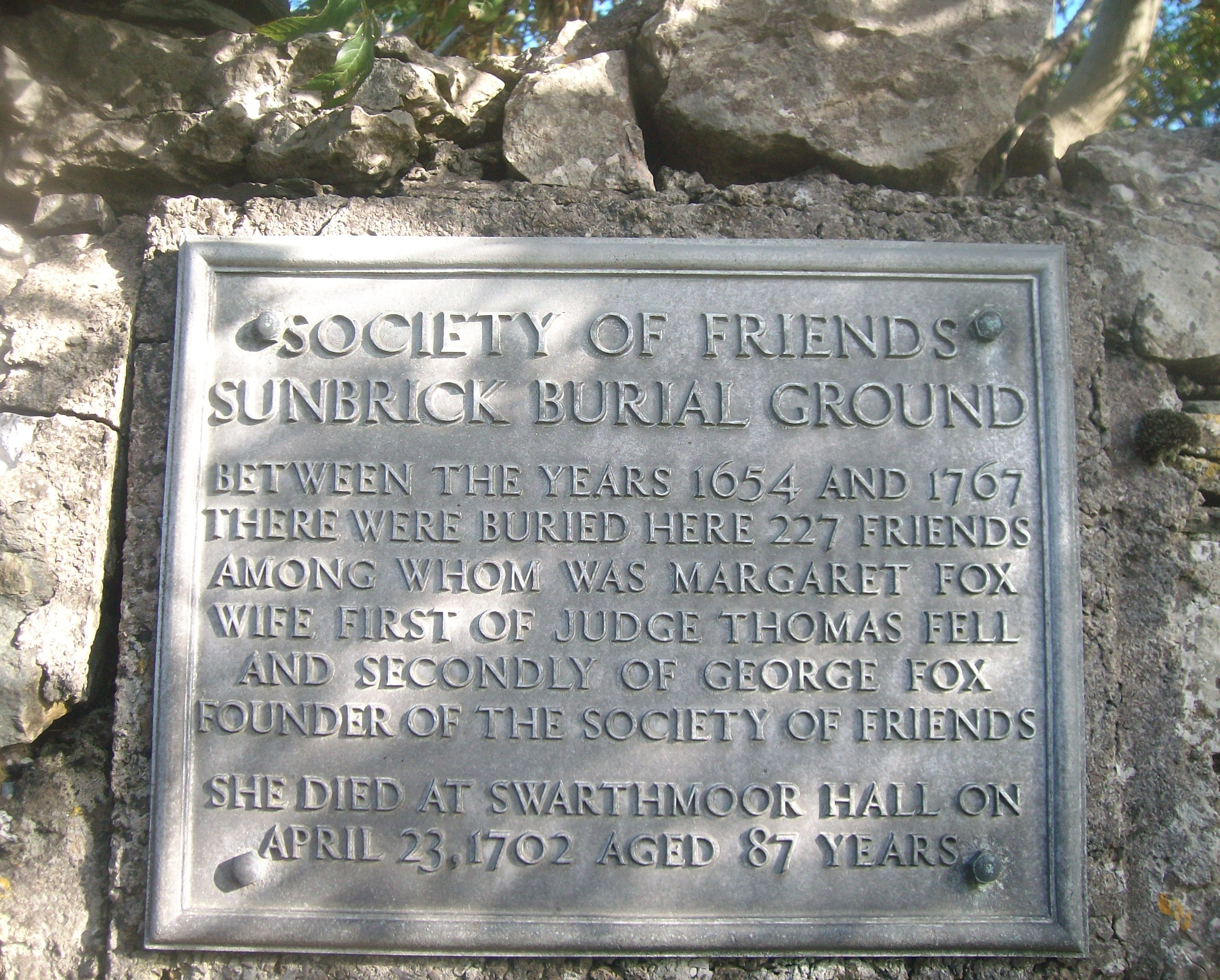
Una placa en la Sociedad de Amigos en Sunbrick, Urswick, lugar de entierro de Margaret Fox

George Fox pasó la mayor parte del resto de su vida, a partir de entonces, en el extranjero o en Londres hasta su muerte en 1691, mientras que Margaret Fell permaneció en Swarthmoor. Le sobrevivió y continuó tomando parte activa en los asuntos de la Sociedad incluyendo los cambios de la década de 1690 en la que comenzó una tolerancia legal parcial de los cuáqueros. Ella ya tenía ochenta años. En la última década de su vida, se opuso firmemente a sus amigos en Lancashire para mantener ciertos valores tradicionales de conducta de los cuáqueros, por ejemplo, en lo relativo a los vestidos. Falleció a los 87 años.

## Obra
Sus libros fueron traducidos al hebreo, al latín y al holandés. Su obra más famosa,  Women's Speaking Justified, es un argumento desarrollado como justificación del papel activo de las mujeres en la historia bíblica y, por tanto, el derecho a participar en la vida pública religiosa. Es un informe teológico sin ningún tipo de disculpas por estar escrito por una mujer. Cita al Antiguo y el Nuevo Testamento, nombrando a cada mujer que había profetizado, hablado o razonado.